# Jared Rhoden

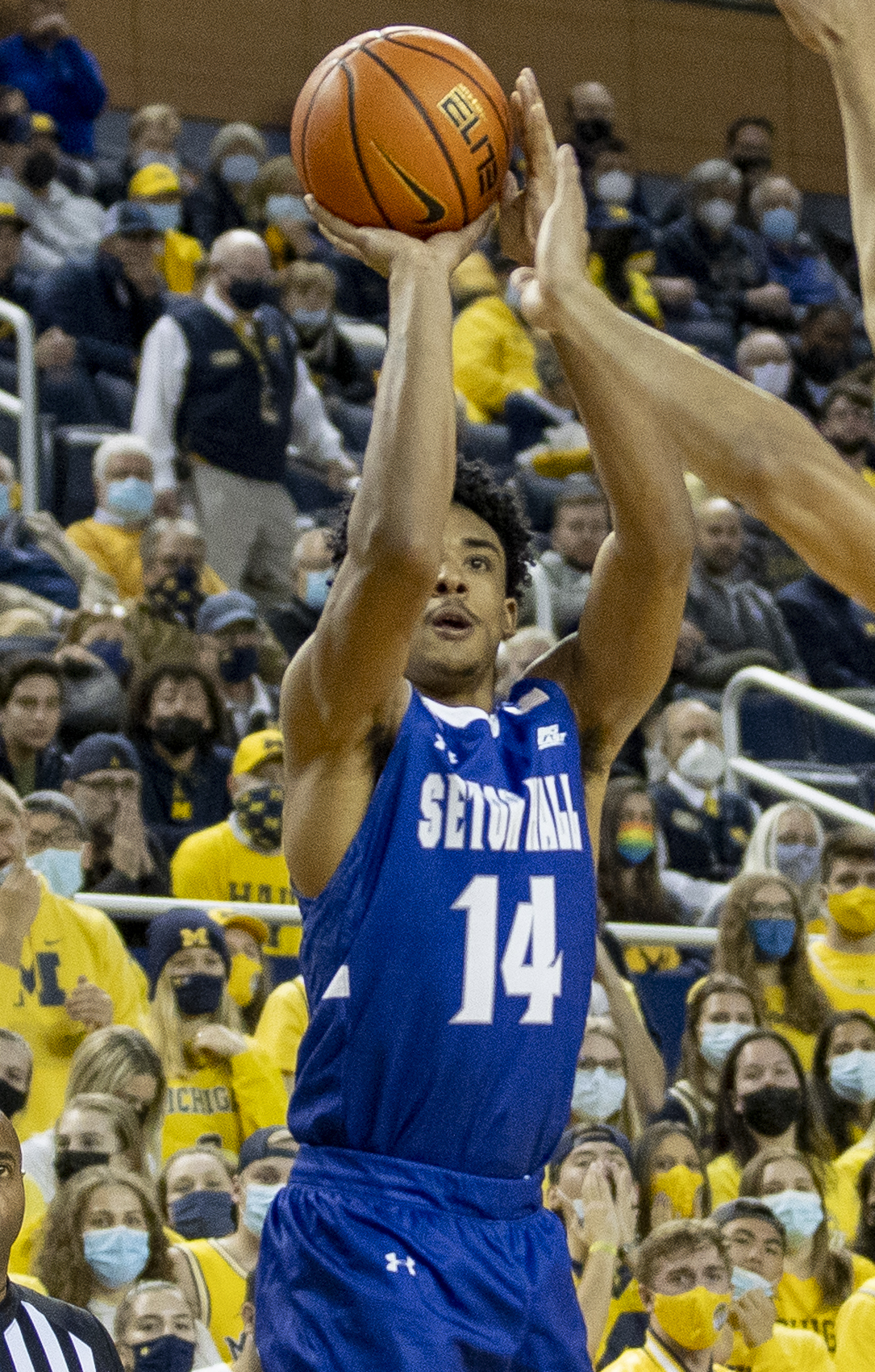
Jared Rhoden, 2021.

Matthew Jared Rhoden, född 27 augusti 1999 i Baldwin i New York, är en amerikansk professionell basketspelare (SG/SF) som spelar för Toronto Raptors i National Basketball Association (NBA). Han har tidigare spelat för Detroit Pistons och Charlotte Hornets.
Rhoden blev aldrig NBA-draftad.
Innan han blev proffs studerade Rhoden vid Seton Hall University och spelade för deras idrottsförening Seton Hall Pirates.